# Lijntaxi
Een lijntaxi is een vorm van openbaar vervoer.

## Geschiedenis

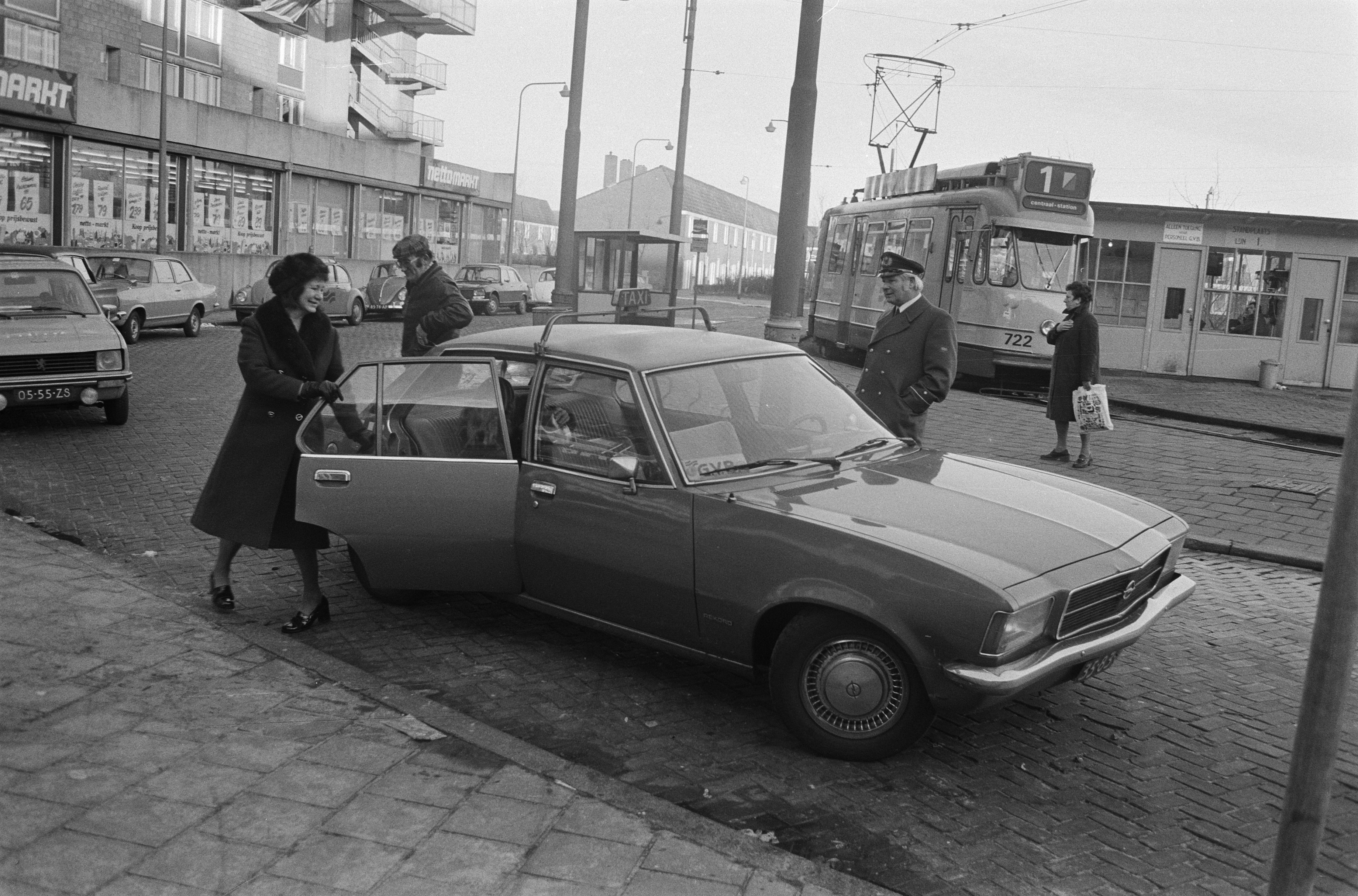
Lijntaxi op het Dijkgraafplein op 1 februari 1975

Van 1 februari tot en met 30 april 1975 was door het GVB Amsterdam al een proef gehouden met een lijntaxi tussen het eindpunt van tramlijn 1 in Osdorp via het eindpunt van buslijn 23 bij Westgaarde en de oude Osdorperweg naar Halfweg. De taxi kon worden besteld via de GVB-bestuurders die het verzoek via de mobilofoon rechtstreeks aan de taxichauffeur konden doorgeven. Ook kon de taxi met handopsteken worden aangehouden. Het GVB huurde hiervoor twee vaste taxi's van Taxi Centrale Amsterdam (TCA). Hoewel de proef geslaagd was, werd hij in verband met de hoge kosten niet voortgezet.
Vervoersbedrijf GADO introduceerde op 29 mei 1994 de lijntaxi op buslijnen waar de reguliere busverbinding geheel of gedeeltelijk werd opgeheven. Na één jaar was in de provincie Groningen op 27 lijnen de lijntaxi gaan rijden. In juni 1997 werd de lijntaxi ook ingevoerd in de vervoersconcessies Oost-Brabant, Noord- & Midden-Limburg en Zuid-Limburg welke in handen waren van Hermes. De lijntaxi is vergelijkbaar met de Nederlandse belbus. Voor deze vraagafhankelijke openbaarvervoersvorm moest 1 uur (Hermes) of 1,5 uur (GADO) van tevoren worden gebeld naar de lijntaxicentale.
De lijntaxi is ingevoerd om dunbevolkte gebieden te bedienen, reden op vaste tijdstippen en routen, op de onrendabele tijden (meestal dus de avonduren en weekenden). Op de rendable uren bleef de normale streekbus rijden. De lijnnummering was eenvoudig en duidelijk herkenbaar. Streekbus lijn 75 had als lijntaxi nummer 275 (voor Groningen), 575 (voor Oost-Brabant en Noord- & Midden-Limburg) of 675 (voor Zuid-Limburg). Een rit met de lijntaxi kostte evenveel als een rit op een normale streeklijn, de frequentie was meestal uurlijks.
De lijntaxi van Hermes is in 2001 verdwenen door verschillende oorzaken. Op sommige lijnen was de lijntaxi niet kostendekkend. In plaats hiervan kwamen achtpersoonsbusjes rijden in een twee-uursfrequentie die men niet meer hoefde te reserveren. Op sommige lijnen bleek normaal streekvervoer juist toe te nemen en dus was de capaciteit van de lijntaxi onvoldoende. Op andere plaatsen werd het Collectief Vraagafhankelijk Vervoer ingevoerd.
Bij vervoerder Arriva, die in 1998 de streekvervoerders GADO en VEONN had overgenomen, werd het oude lijntaxi-concept in Groningen en Drenthe gesplitst in een niet-vraagafhankelijke "Taxi-Vast" en een aanvullende ov-voorziening genaamd "Regiotaxi" of "Taxi-Plus". In 2005 werd Taxi-Vast hernoemd naar Lijntaxi. Verschil met het oorspronkelijke concept uit de jaren negentig is dat het hier vaste ritten met achtpersoonsbusjes betrof, terwijl de oude lijntaxi's vraagafhankelijk waren.
Connexxion heeft nu lijntaxi's die hetzelfde principe hanteren als de lijntaxi's van dochterbedrijf Hermes. Arriva gebruikt de naam lijntaxi voor ritten of lijnen die uitgevoerd worden met achtpersoonsbusjes.